# Faro de la Escollera Sarandí
El  Faro de la Escollera Sarandí está ubicado sobre la costa del Río de la Plata, sobre la Rambla Francia al final de la calle Sarandí en Montevideo, Uruguay. Fue iluminado el 24 de agosto de 1909.
La Escollera Sarandí en la punta termina en una rotonda donde se instala el faro que marca la entrada al Puerto de Montevideo, creado de forma artificial es un sistema de protección del puerto. Tiene una torre de 22 metros de altura.

Imagen de la Escollera Sarandí en 1901.